# Curtis Bean Dall
Curtis Bean Dall (* 24. Oktober 1896 in New York City; † 28. Juni 1991 in Beaufort, South Carolina) war ein US-amerikanischer Börsenmakler, Vize-Präsidentschaftskandidat, Autor und Schwiegersohn Franklin D. Roosevelts.

## Leben
Curtis Dall war der Sohn von Charles und Mary Dall und wuchs auf einer Farm in Piscataway (New Jersey) auf. Er besuchte die Princeton University, wurde Börsenhändler und war am Schwarzen Dienstag, dem Beginn der Großen Depression 1929, auf dem Parkett. 1926 heiratete er Anna E. Roosevelt und wurde damit Schwiegersohn des künftigen 32. US-Präsidenten. Die Ehe, aus der die Kinder Anna Eleanor Roosevelt und Curtis Roosevelt hervorgingen, wurde am 18. Januar 1935 geschieden.
Dall schrieb ein 1967 veröffentlichtes Buch über seinen Schwiegervater und dessen Verbindung zur, wie er es sah, verwerflichen Macht der Bank-Eliten seiner Zeit, deren Akteure er darstellt. In Bezug auf die Weltwirtschaftskrise schrieb er: "Tatsächlich war es das kalkulierte "Scheren" der Öffentlichkeit durch die Geldmächte, und wurde vom geplanten plötzlichen Mangel der Versorgung mit Tagesgeld auf dem New Yorker Geldmarkt ausgelöst."
1960 fungierte Dall als Wahlkampfleiter von Merritt B. Curtis, dem Präsidentschaftskandidaten der konservativen Constitution Party; in Texas wurde er auch als dessen Running Mate für die Vizepräsidentschaft aufgestellt. 1968 war er Kandidat für die Präsidentschaftsvorwahlen in New Hampshire und 1971 Vorsitzender der Liberty Lobby, einer 2001 aufgelösten, rechtskonservativen, politischen Organisation.
Der Franklin D. Roosevelt Bibliothek im NARA vermachte seine Tochter seinen Schriftwechsel mit Anna E. Roosevelt.

## Werke
- Dall, Curtis B.: FDR, My Exploited Father-in-law. Christian Crusade Publications. Tulsa, Oklahoma. 1967 online
  - dt.:  Amerikas Kriegspolitik - Roosevelt und seine Hintermänner. Tübingen. Grabert-Verlag. 1972. ISBN 3-87847-026-6.